# Air Cargo Mongolia

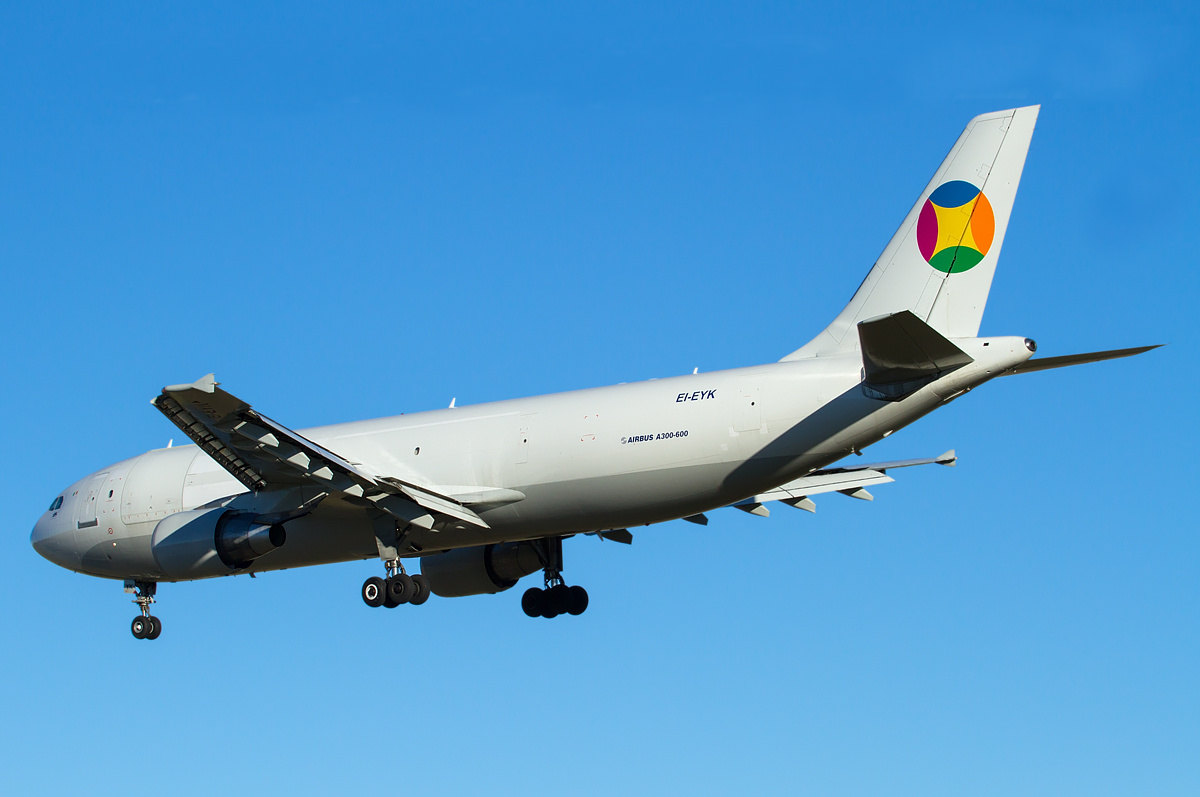
Airbus A300-600

Air Cargo Mongolia — монгольская грузовая авиакомпания. Базируется в Международном аэропорту имени Чингисхана в Улан-Баторе.

## История
Авиакомпания была основана в 2007 году, но сертификат эксплуатанта получила только в 2013 году. Air Cargo Mongolia — первая грузовая авиакомпания в Монголии.
В 2013 году получила первый самолёт Airbus A300-600, бывшее грузовое судно турецкой авиакомпании myCargo Airlines. Авиакомпания планировала использовать самолёт для обслуживания грузовых перевозок из Улан-Батора в аэропорты таких городов как Гонконг, Москва, Новосибирск, Пекин, Сеул, Токио и Франкфурт-на-Майне.
В феврале 2019 года Air Cargo Mongolia купила Boeing 737-300 у авиакомпании Белавиа и планировала переделать его из пассажирского в грузовой. Однако, в июле 2019 года он был передан авиакомпании SCAT
, а вместо него флот пополнился грузовым Boeing 737-300 от авиакомпании China Postal Airlines.